# Môns

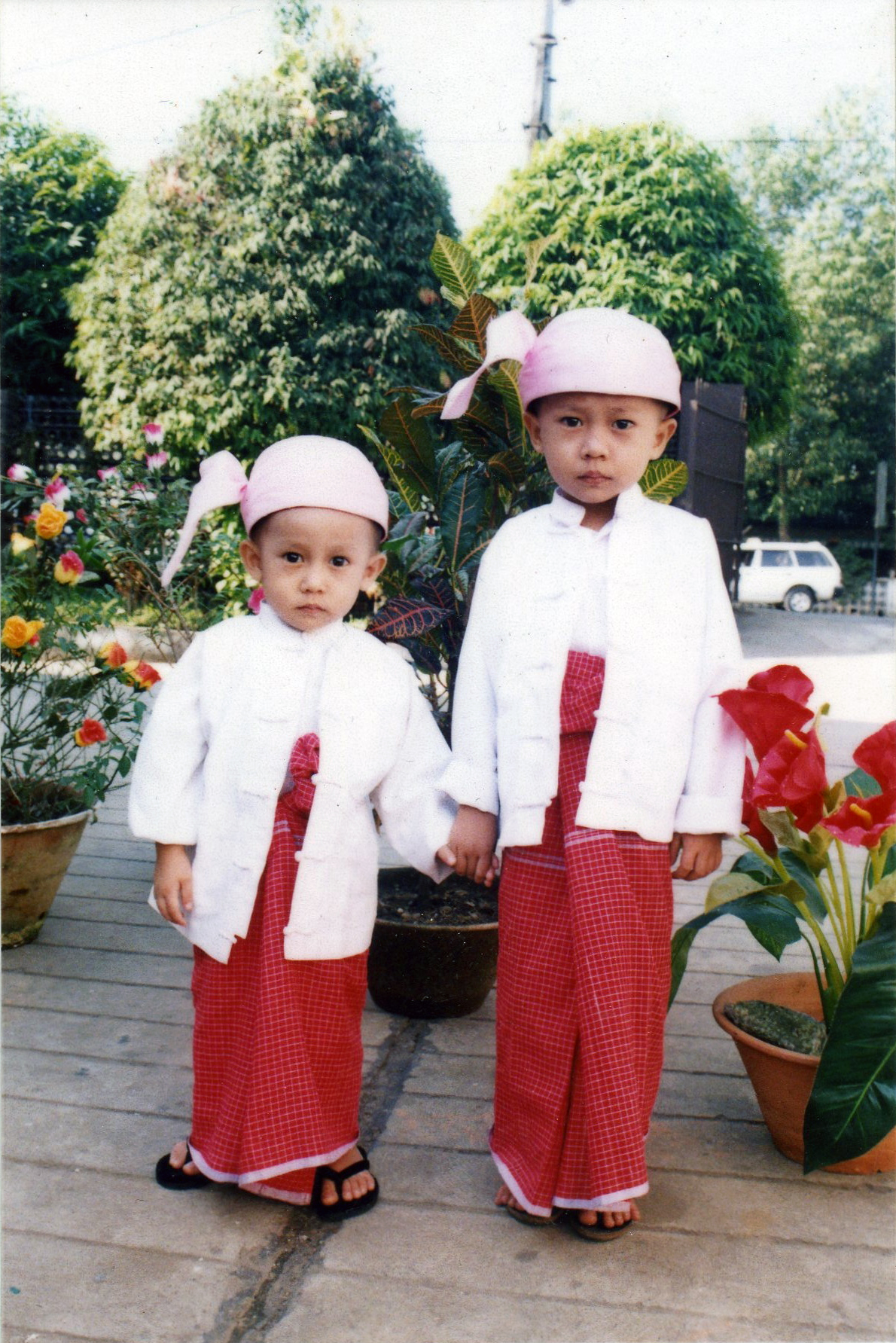
Deux enfants môns en costume traditionnel (longyi et gaung baung), 2007.

Les Môns sont un groupe ethnique vivant en Birmanie et dans le sud du bassin de la Chao Phraya en Thaïlande.
L’ancien territoire des Môns se situait dans toute la partie inférieure du Birmanie et dans quelque partie de la Thaïlande actuelle, surtout dans le nord et le centre de cette région. Maintenant, les môns se trouvant au Myanmar se situent majoritairement dans l’État Môn. Pour les môns se trouvant en Thaïlande, ils se situent autour de Bangkok et autour du fleuve Mae Klong.

## Histoire

### Histoire
Les Môns ont constitué le fond de la population de l'ancien royaume de Dvaravati (VIe siècle — XIe siècle). Ceux-ci sont les plus anciens habitants de la région de Pégou (ou Bago). C'est pour cette raison que les Européens les ont appelés Pégouans, alors que les Birmans les nommaient Talaing, d'après le nom de Télangana, région de l'Inde d'où ils avaient reçu la civilisation indienne.
Les Môns ont habité le delta de l'Irrawaddy et au IXe siècle leur principal centre était Suddamavati, ancien nom de la ville de Thaton, à l'embouchure de la Sittang. Toutefois la zone ou les vestiges archéologiques avec des inscriptions en langue Mône archaïque sont plus nombreux est le bassin de la Chao Phraya, devenu plus tard la Thaïlande. Néanmoins la tradition orale Môn ne fait pas référence à ces anciennes implantations.
D'après Georges Cœdès, le pays Môn aurait été le premier de la péninsule indochinoise à être en contact avec la culture indienne. Selon la tradition bouddhique, c'est dès le IIIe siècle avant l'ère chrétienne, que l'empereur Ashoka aurait eu des contacts avec les Môns, mais les premiers vestiges indiens dans le bassin de l'Irrawaddy ne datent que du Ve siècle.
C'est donc par les Môns que l'influence indienne serait parvenue jusqu'aux Birmans, présents à Pagan au IIe siècle et dont la migration vers le sud et les deltas se poursuivra jusqu'au Xe siècle. Le birman Anawrahta, roi entre 1044 et 1077 conquiert le royaume de Thaton en 1057. Les Môns, prisonniers des Birmans avec leur roi Makuta (ou Manuha) contribuèrent à répandre leur culture chez les Birmans.
Les Möns, ont également, au Xe siècle à faire à la pression des peuples tai, migrants du Nord, approximativement de l'actuelle province du Yunnan, en Chine. et des Khmers, envahissant la région depuis l'Est.
Après la chute du royaume de Pagan, lors des invasions mongoles de la dynastie Yuan, en 1287, les Môns refondent un royaume à Pégou (1287-1539), qui, sous le règne de Dhammazedi (1472-1492), devient un grand centre de commerce et de bouddhisme theravâda.
La notion de zomia permet de mieux appréhender une partie des conflits, pré-coloniaux, coloniaux et post-coloniaux, d'antagonismes et de complémentarités entre des zones (basses terres) sous contrôle gouvernemental à économie de riziculture irriguée et zones (hautes terres) hors contrôle gouvernemental : Zomia (2009).

### Origine
Les ancêtres ainsi que les origines des môns remonteraient au groupe ethnique môn-khmer, qui aurait vécu dans la vallée de la rivière du Yangzi, dans le sud de la Chine, depuis très longtemps. Les môn-khmers sont connus pour être des pionniers de la culture du riz humide. Par cette spécificité, ils se sont déplacés du sud de la Chine vers l’Asie du Sud-Est à la recherche de terre fertile pour cultiver le riz. Ce déplacement a eu lieu environ en 2000 B.C.

### Royaume Môn

#### Royaume des Môns au Myanmar

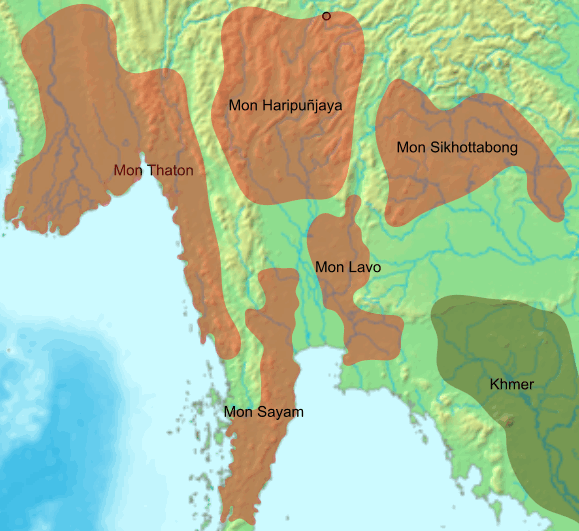
Carte des royaumes Môns aux.

Le premier royaume Môn au Myanmar était le royaume de Suvarnabhumi (Thaton), aussi connu sous le nom de Suddamavati, fonder environ en 500 B.C. Ce royaume se situe dans la partie inférieure du Myanmar.
Un autre royaume môn est le royaume de Hongsawatoi (Pegu). Il fut fondé par deux princes môns provenant du royaume de Suvarnabhumi en 572 A.D. Ce royaume est devenu la deuxième capitale de l’empire môns. Lorsqu’elle devenu la capitale officielle au XIIIe siècle le royaume pu intégrer toute la partie inférieure du Myanmar. L’endroit où se situait le royaume de Hongsawatoi avait une connotation religieuse importante pour ceux-ci. Cette connotation religieuse de cet endroit était associée au passage de Buddha qui aurait prédit qu’un jour cette région sera un endroit ou la religion bouddhiste fleurira. D’ailleurs, la fête nationale des môns fut marquée sur la date de la fondation de Hongsawatoi. Le royaume d’Hongsawatoi tombera en 1757 sous l’occupation birmane du dirigeant U Aung Zeya (Alaungpaya). La chute de Hongsawatoi sera la date d’une autre journée commémorative importante des Môns : la journée commémorative de l’holocauste des môns.

#### Royaume des Môns en Thaïlande

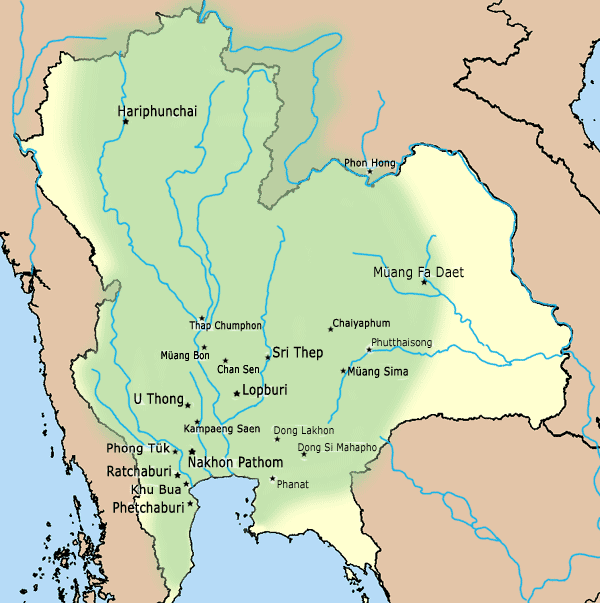
Étendue de la culture Dvâravatî en Thaïlande.

À la suite de la fondation de leur premier royaume au Myanmar, les môns élargissent leur royaume au nord et au centre de la Thaïlande, ce qui donna place à deux grands royaumes môns : le royaume môn Dvâravatî et Haripunchai. Cependant, ceux-ci tombèrent au XIIe siècle et furent occupés par les Khmers, puis par les Thaïs.

## Géographie

### Géographie

L'État Môn au sein de la Birmanie.

L'État Môn se situe dans la partie sud du Myanmar avec comme ville capitale Moulmein. Géographiquement, elle se situe entre la latitude de 14◦52′N et 17◦32′N et se situe entre la longitude de 96◦51′E et 98◦13′E. L’État Môn recouvre au total 12 297 km2.

### Territoire

#### Ancien territoire môn
L’ancien territoire des môns se situait dans toute la partie inférieure du Myanmar et dans quelque partie de la Thaïlande actuelle, surtout dans le nord et le centre de cette région. Ces anciens territoires sont en lien avec les différents royaumes Mons qu’il y a eux lors de cette période, telle que le royaume de Suvarnabhumi, Hongsawatoi, Dvaravati, Haripunchai… L’ancien territoire môn est nommé Ramonnyadesa ou encore le pays des Ramans par d’anciennes littératures. Les Ramans représentaient les môns dans les anciennes littératures. Ramonnyadesa serait situé dans l’actuelle partie inférieure du Myanmar et comprendrait trois provinces, soit Bassein, Pegu et Mottama et chacune d’elles comporteraient 32 cantons.

#### Territoire actuel des môns
Le territoire actuel des môns au Myanmar est limité à l’État môn. La création de cet État par le gouvernement birman est une réponse au long combat qu’ont mené les môns pour leurs droits ethniques. C’est donc en 1974 que l’État Môn fut officiellement créé. En Thaïlande, les populations môns se concentrent autour de Bangkok et autour du fleuve Mae Klong.

## Culture et Tradition môn

### Danse
La danse représente pour les Môns une part importante de leur tradition et de leurs cultures. La danse traditionnelle des môns est performée sous deux types de tradition et festival.  Elle est performée pour les occasions de bon augure, telle que lors du festival Songkran, lors d’une célébration d’augure à la maison ou encore lors de la cérémonie de bienvenue de visiteur ou dignitaire. Elle est aussi performée pour les occasions de moins bon augure tel que lors de funérailles. La danse môn a depuis longtemps été reconnue pour sa performance traditionnelle de grande valeur et reconnue comme un symbole d’honneur pour le défunt.
La danse môn est une danse au mouvement et au rythme lent.  Elle est souvent qualifiée de gracieuse puisque les mouvements lents de la danse passent par les mouvements de pied qui ne se soulèvent pas du sol. Ce style de danse, lorsque performée, comprend entre 12-13 postures différentes.
La performance de danse est accompagnée de 10 à 13 chansons. Le groupe musical qui accompagne cette danse est l’orchestre Môn qui se compose de plusieurs instruments traditionnels môns.
Les danseurs sont une troupe de généralement 6 à 12 femmes. Ses danseuses portent des habits traditionnels môns lors de la performance, mais ceux-ci varient selon le type d’occasion. Pour les occasions de bon augure, les danseuses portent un costume môn, souvent des robes, qui ont de belles couleurs vibrantes. Pour les occasions de mauvais augure, telles que lors de funérailles, les danseuses portent du noir et ont les cheveux en chinons. Dans ce genre d’occasion, elles peuvent porter des chemisiers à manches cylindriques à col rond, des sarongs à rayures verticales et avec des écharpes d’épaule.
Ce type de danse est encore performé chez les môns au Myanmar et ceux en Thaïlande comme dans la province de Pathum Thani.

### Musique

#### L’ensemble Pipat Môn Hongsawadee
L’ensemble pipat Mon Hongsawadee est un groupe musical du centre culturel national Môn (Mon national cultural center, MNCC) performant la musique traditionnelle des Môns à l’aide d’instrument musical môn. Cet ensemble fut créé en 2002 et soutenu par le moine Luangphor Uttama. Le Pipat môn Hongsawadee a pour but la préservation de la culture Môn et de promouvoir les échanges entre les Môns en Thaïlandais et ceux dans l’État môn au Myanmar.
Le pipat môn Hongsawadee est souvent performé lors de rites, rituels, et cérémonie religieuse bouddhiste. Le placement des instruments est basé sur la symétrie et la signification, ce qui joue un rôle important dans la tradition musicale Môn. Le pipat môn Hongsawadee montre et illustre l’histoire môn, les légendes môn, l’histoire du moine Luangphor Uttama et la nature. Elle est aussi présentée lors de la journée nationale des môns dans plusieurs provinces en Thaïlande et dans l’État môn au Myanmar.
Il y a 12 instruments de musique utilisés et répertoriés dans le centre culturel national Môn qui se divise en 4 catégories. La première est la cordophone qui inclut le Kyeimp (cithare môn), le Garolmon (violon môn) et le Tana (lutte à 14 cordes). La deuxième catégorie est les aérophones qui incluent le Kanoit (hautbois môn) et le Taloot (flute môn). La troisième catégorie est le membranophone qui inclut le Bawaing (un ensemble de percussion môn placé de façon circulaire) et le Tabain (un ensemble de percussion môn). (Phuakampai et al., 2014, p. 88) La dernière catégorie est les idéophones qui inclut le Batalar-tun (un xylophone en bois ou bambou), le Bakaing (ensemble de gongs circulaire), le vatalar-pasoi (cymbale et cymbale en bois), le Kadeekadup (de large cymbale) et le chaine (un seul gong).
Les musiciens portent des habits traditionnels môns lors des performances musicales. Les hommes portent un chandail, un sarong, un turban et quelques ornements. Du côté de la femme, elle porte un chandail, un sarong, un foulard et aussi quelques ornements.

#### Répertoire de musique môn
Il y a 2 types de répertoires de musique môn, soit le répertoire ancien des Môns et le répertoire théâtral.

##### Répertoires anciens des Môns
Ce répertoire contient 9 chansons :
- Kwaet PaYaeTalaor the Lord Tala
- Sa Mon ChakKaWoor the Emperor
- Lai Yi Sa Sa Na or the Light of Buddhism
- AngBop PhaLat Chai NgokYator the Swan Pong and Huge Padoga
- WaiKoen
- Chai Koenor the Lullaby
- Rom Pa Sai Monor the Voice of Raman
- Pon Ni Thi Chai Yi Ta Rao Sator the Light of Buddha’s 6 graces
- Lai Yi Ta Rao Sator the 6 Graces of Buddha

##### Répertoires théâtraux
Ce répertoire contient 10 pièces.
- Charai KatSoiDoen Mon or the Charm of Mon State
- SamapNgaior the Farmer’s song
- Li Tong or the Ram Tong Song
- Li Chao Ba Nua or the Song of 12 steps
- Thang La Hin Bop Tho
- Yin Sanan Sao Wa Na Phomor the Culture of the Golden Land
- Ha Krom Re ChaemThiDat or the reign of Ramaracha Volume 18, No. 1, January - June 2014 91
- PaoChaeo Pa MutDoenKwat or the worship of the prefect
- Sa Mot Bop Tho or the Swan Dance
- PaoChaeo Pa Nan Sa Dao.

#### Orchestre môn
Il existe aussi dans la culture musicale môn des orchestres. Les orchestres môns performent dans plusieurs contextes différents comme pour accompagner la danse môn lors de cérémonie ou festival.
L’orchestre môn se divise en 3 catégories : l’orchestre môn à 5 instruments, l’orchestre môn à double instrument et le grand orchestre môn qui utilise de nombreux instruments supplémentaires. Les instruments majoritairement utilisés pour l’orchestre môn sont : le hautbois alto, le xylophone soprano et alto en bambou, le métallophone soprano et alto, de larges gongs de forme circulaire, de petits gongs de forme circulaire, des tambours môns à deux côtés, l’ensemble de tambours à main birmans et 3 gongs, utilisé pour de grands orchestres môn.

### Symbole

Le Hamsa est l'oiseau symbolique des Môns (drapeau de la Région de Bago)

Le Hamsa parfois aussi appelé hongsa est le symbole national des Môns. Il est utilisé sur le drapeau de la région de Bago, sur des logos et même sur les scellés. Ce symbole important pour le peuple des môns découle d’une histoire religieuse avec le seigneur Buddha. Elle va comme s’ensuit : bien avant que le royaume des Môns soit fondé, le seigneur Buddha passa par cette région et vue deux hongsa. Il prédit alors qu’un jour cette région sera un endroit ou la religion bouddhiste fleurira. Puis, cette même terre vue colonisée par les Môns environ 1 500 ans plus tard. Et, comme il le prédit, les Môns joueront un rôle important et capital dans la propagation du bouddhisme en Asie du Sud-Est.

### Médecine traditionnelle
Une grande proportion des plantes médicinales qu’utilisent les môns sont des herbes. La partie utilisée est souvent les feuilles des plantes. Les méthodes de préparation les plus populaires dans la médecine traditionnelle des môns sont la décoction, le jus, par aliment ou nourriture, par poudre et par infusions. La méthode de préparation utilise de l’eau de riz. Par exemple, dans l’État môn, les racines de Lagerstroemia floribunda sont trempées dans l’eau de riz pour plusieurs heures avant la préparation de la décoction. Cette plante est utilisée pour traiter le cancer et l’hypertension.
Le Mimosa pudica, appelé en birman hti ka yone et hta muck en Môn, est une plante très utilisée en médecine traditionnelle môn pour traiter les infections urinaires, les dysuries, la toux, les coupures, la fièvre et les ulcères.
Tadehagi triquetrum, appelé en birman Lauk thay, est une plante utilisée pour traiter la toux, la tuberculose, l'asthme, la perte de poids, l’hépatite B et C et les infections urinaires.
La connaissance de la médecine traditionnelle des plantes serait généralement passée de père en fils. La médecine traditionnelle par les plantes reste une des solutions les plus importantes concernant les soins de santé dans l’État môns et tout particulièrement dans les endroits ruraux et ou les services de santé mis en place par le gouvernement du Myanmar sont limités.

## Journée historique et de commémorative

### Journée nationale de la commémoration de l’Holocauste
La journée nationale de la commémoration de l’holocauste Môn est célébrée à la date de la chute du royaume Hongsawatoi (Pegu) par l’invasion et l’occupation des Birmans. Lors de l’occupation birmane, des milliers de Môns fut tué en incluant les femmes, enfants et les appendit moines. Les Môns nationalistes croient que cette destruction de la population Môn par les Birmans est similaire à celle des juifs lors de la Deuxième Guerre mondiale. Le gouvernement birman décourage la commémoration de cette journée. Les Môns vivant en Thaïlande commémorent aussi cette journée.

### Journée nationale des Môns
La journée nationale des Môns sera créée en 1947 lorsque l’identité ethnique des Môns était à leur plus bas. Cette journée est célébrée à la date de la création du royaume Môn Hongsawatoi (Pegu). Elle est célébrée aussi par les Môns se trouvant en Thaïlande et part ceux en exil dans d’autres pays.

## Religion
Les môns sont probablement l’une des plus anciennes communautés bouddhistes dans le monde à l’exception des Singhalais au Sri Lanka. Les môns ont joué un rôle important et primordial dans la transmission du bouddhisme theravada dans l’Asie du Sud-Est.
Actuellement, 99 % des môns sont bouddhiste et un très faible pourcentage sont chrétiens.

### Les cérémonies cycliques religieuses célébrées par les môns
Les cérémonies cycliques religieuses célébrées par les môns,: 
- Mi-avril. C’est le traditionnel Nouvel An appelé Songkran.
- Mai. C’est la journée Wisakhabucha (Vesak) qui est la commémoration de la naissance et de la mort du seigneur Bouddha.
- Juin. C’est l’ordination des jeunes hommes et des jeunes moines bouddhistes pour renouveler leur vigueur spirituelle.
- Juillet. C’est le moment du carême bouddhiste.
- Aout. C’est le mois ou les môns donnent un support supplémentaire au monastère autant sur le plan financier que physique ou en besoin de base, tel que la nourriture.
- Septembre. Durant ce mois, ils doivent offrir du miel aux moines et doivent faire le flottement de bateau pour se débarrasser des ennuis et des mauvais présages de l’année dernière.
- Octobre. Marque la fin du carême bouddhiste. Les môns se rendent au temple et vont offrir aux moines des fleurs et des bougies.
- Novembre. C’est le mois où le festival annuel religieux se passe : le Totkathin.
- Décembre. Après la saison des récoltes, les môns offrent des produits cultivés aux moines bouddhistes.
- Janvier. C’est le mois où les moines passent un test (Pali examinassions) et les Môns doivent fournir un support supplémentaire à ceux-ci que ce soit en nourriture ou en argent.
- Février. C’est le mois où ils offrent un plat de riz spécial aux moines. Ce plat se nomme Yaku ou Yakoo rice, qui est du riz cuit fait à base de riz collant, de poivre noir, de racine de gingembre, de fèves, d’huile de sésame, de sel, de sucre et de noix de coco fraiche. Surtout les Môns se trouvant en Thaïlande préparent cette offrande pour les moines.
- Mars. C’est le mois où tous les évènements cérémonieux complètent le cycle. Il se complète lors de la célébration de l’anniversaire Luang Pho Utama en fin février début mars.

## Langue
La langue môn fait partie du groupe dit « mônique » de la branche môn-khmer de la famille des langues austroasiatiques.La langue môn ne possède aucun autre dialecte.
Au Xe siècle de l'ère chrétienne, si l'on en croit l'épigraphie, la langue môn était en usage dans les deltas birmans et dans le bassin du  fleuve Chao Phraya en Thaïlande.
En Thaïlande, la grande majorité des Thaïs-môn ne peut pas parler môn. Dans ceux qui peuvent parler la langue môn, très peu d’entre eux peuvent la lire ou l’écrire. D’ailleurs, le gouvernement thaï a accepté l’enseignement de la langue et la littérature môn dans les écoles thaïes ou les môns vivent en Thaïlande. (Kim, in IMNA, June 28, 2006)
La langue môn est considérée comme une langue mourante. Elle a aussi été répertoriée comme l’une des langues du monde en péril par l’UNESCO et a été classée comme une langue en danger et vulnérable.
Les môns ont présenté leur système d’écriture au birman au XIe siècle. Au Myanmar, le gouvernement birman a interdit l’enseignement de cette langue pour pouvoir assimiler les môns à la population birmane.

## Sources
- George Cœdès, Les peuples de la Péninsule indochinoise, Dunod, 1962.